# Isacus Clementis Curtilius
Isacus Clementis Curtilius, född cirka 1621 i Uleåborg, Finland, död 6 april 1670 i Hietaniemi, Sverige, var en svensk präst.

## Biografi
Isacus Clementis Curtilius föddes omkring år 1621 i Uleåborg, som då var en del av Sverige. Han härstammade från Österbotten och påbörjade sin högre utbildning vid Åbo universitet. Den 31 oktober 1645 inskrevs Curtilius vid Uppsala universitet. Fyra år senare, år 1647, efterträdde han Samuel Simonis Myliander som komminister i Hietaniemi församling. Han tjänstgjorde som sådan i 23 år fram till sin död.
Curtilius förordnades till sin tjänst av Lennart Torstenson. Under sin tid som komminister låg han i tvist med sin pastor om lönen. Curtilius klagade över att han inte erhållit mer än 10 tunnor råg och 6 riksdaler, trots att han fordrade 12 tunnor och 13 daler silvermynt. Konsistoriet beslutade dock att han inte skulle erhålla mer än vad han redan fått, med motiveringen att det var ett svagt sädesgäld.
Isacus Clementis Curtilius avled 1670 i Hietaniemi.